# Verwaltungsgemeinschaft Bad Gottleuba-Berggießhübel
Die Verwaltungsgemeinschaft Bad Gottleuba-Berggießhübel ist eine Verwaltungsgemeinschaft im Freistaat Sachsen im Landkreis Sächsische Schweiz-Osterzgebirge.
Sie liegt im Süden des Landkreises südlich der Kreisstadt Pirna und grenzt im Süden an die Tschechische Republik. Die Verwaltungsgemeinschaft liegt in den östlichen Ausläufern des Erzgebirges in der Übergangszone zur Sächsischen Schweiz. Am 1. Januar 2000 entstand die Verwaltungsgemeinschaft mit den drei Gemeinden Bad Gottleuba-Berggießhübel, Bahretal und Liebstadt.

## Mitgliedsgemeinden
Die Verwaltungsgemeinschaft setzt sich aus zwei Städten und einer Gemeinde zusammen. Die Verbandsverwaltung befindet sich in Bad Gottleuba-Berggießhübel.
- Stadt Bad Gottleuba-Berggießhübel mit den Ortsteilen Bad Gottleuba, Bahra, Berggießhübel, Breitenau, Börnersdorf, Forsthaus, Hellendorf, Hennersbach, Langenhennersdorf, Markersbach, Oelsen und Zwiesel
- Gemeinde Bahretal mit den Ortsteilen Borna, Friedrichswalde, Gersdorf, Göppersdorf, Nentmannsdorf, Niederseidewitz, Ottendorf und Wingendorf
- Stadt Liebstadt mit den Ortsteilen Waltersdorf, Döbra, Berthelsdorf, Liebstadt, Herbergen, Seitenhain, Großröhrsdorf und Biensdorf